# Wojciech Dyszkiewicz
Wojciech Łukasz Dyszkiewicz (ur. 13 kwietnia 1948 w Gliwicach) – polski torakochirurg, od 2005 profesor zwyczajny Uniwersytetu Medycznego im. Karola Marcinkowskiego w Poznaniu.

## Życiorys
Medycynę na poznańskiej Akademii Medycznej ukończył w 1972 i z tą uczelnią związany jest przez całe życie zawodowe. W ramach obecnego Uniwersytetu Medycznego w Poznaniu pełni od 2004 roku funkcję kierownika Katedry Kardio-Torakochirurgii oraz kierownika Kliniki Torakochirurgii (od 1995). Ponadto pełnił funkcję prodziekana Wydziału Lekarskiego II ds. nauczania w języku angielskim (1993–1999) oraz prorektora ds. nauki i współpracy z zagranicą (2002-2008). Był promotorem 12 doktoratów i kierownikiem 8 ukończonych specjalizacji. Od roku 2000 jest konsultantem wojewódzkim dla województwa wielkopolskiego i lubuskiego w dziedzinie torakochirurgii. Uzyskał specjalizacje z chirurgii ogólnej, torakochirurgii oraz transplantologii klinicznej.
Na dorobek naukowy Dyszkiewicza składa się 125 opracowań oryginalnych, w tym 25 w czasopismach anglojęzycznych, oraz 155 doniesień zjazdowych opublikowanych w formie streszczeń lub w całości w pamiętnikach lub czasopismach naukowych.
Główne zainteresowania naukowe Dyszkiewicza dotyczą takich zagadnień jak: osłona mięśnia sercowego przed niedokrwieniem w czasie operacji kardiochirurgicznych, czynniki ryzyka operacyjnego u chorych z rakiem płuca, chemioterapia adiuwantowa w chirurgicznym leczeniu raka płuca oraz techniki małoinwazyjne w chirurgii klatki piersiowej i serca.
W latach 1978 i 1979, 1985 i 1986 oraz w roku 1993 odbył szkolenia naukowo-zawodowe w Klinice Kardiochirurgii Katolickiego Uniwersytetu w Lowanium, zaś w 2002 roku w nowojorskim Memorial Sloan Kettering Center. Jest członkiem European Society Thoracic Surgeons, New York Academy of Sciences oraz European Society of Cardiology.
Jest żonaty, ma jedną córkę.

## Odznaczenia i nagrody
- Złoty Krzyż Zasługi[3]
- Odznaka Honorowa Miasta Poznania
- Medal urzędu marszałkowskiego za zasługi dla rozwoju służby zdrowia w Wielkopolsce
- Odznaka Honorowa STN
- Nagroda im. Biegańskiego (2004)
- Indywidualna nagroda ministra zdrowia za wkład pracy na rzecz Akademii Medycznej w Poznaniu (2005)
- Nagroda wojewody wielkopolskiego za wybitne zasługi w rozwoju pulmonologii (2006)